# Komorní rybník
Komorní rybník se nachází na Záhornickém potoce ve vsi Nouzov v okrese Nymburk. Je tvaru protáhlého se zátočinami. Záhornický potok se do něho vlévá z jihovýchodu, poté co opustil rybník Vražda. Odtéká směrem jihozápadním a asi po 400 metrech se vlévá do Smíchovského potoka. Šířka na hrázi je asi 111 metrů, délka asi 640 m. Na severních březích se nachází chalupy vesnice Nouzov, na jižních převážně les. Rybník je dvakrát přetnut silnicí. Jednak silnicí první třídy číslo 32 (Nymburk-Poděbrady) a poté asfaltkou spojující ves se statkem na druhém břehu. Komorní rybník je součástí ptačí oblasti Rožďalovické rybníky.

## Galerie

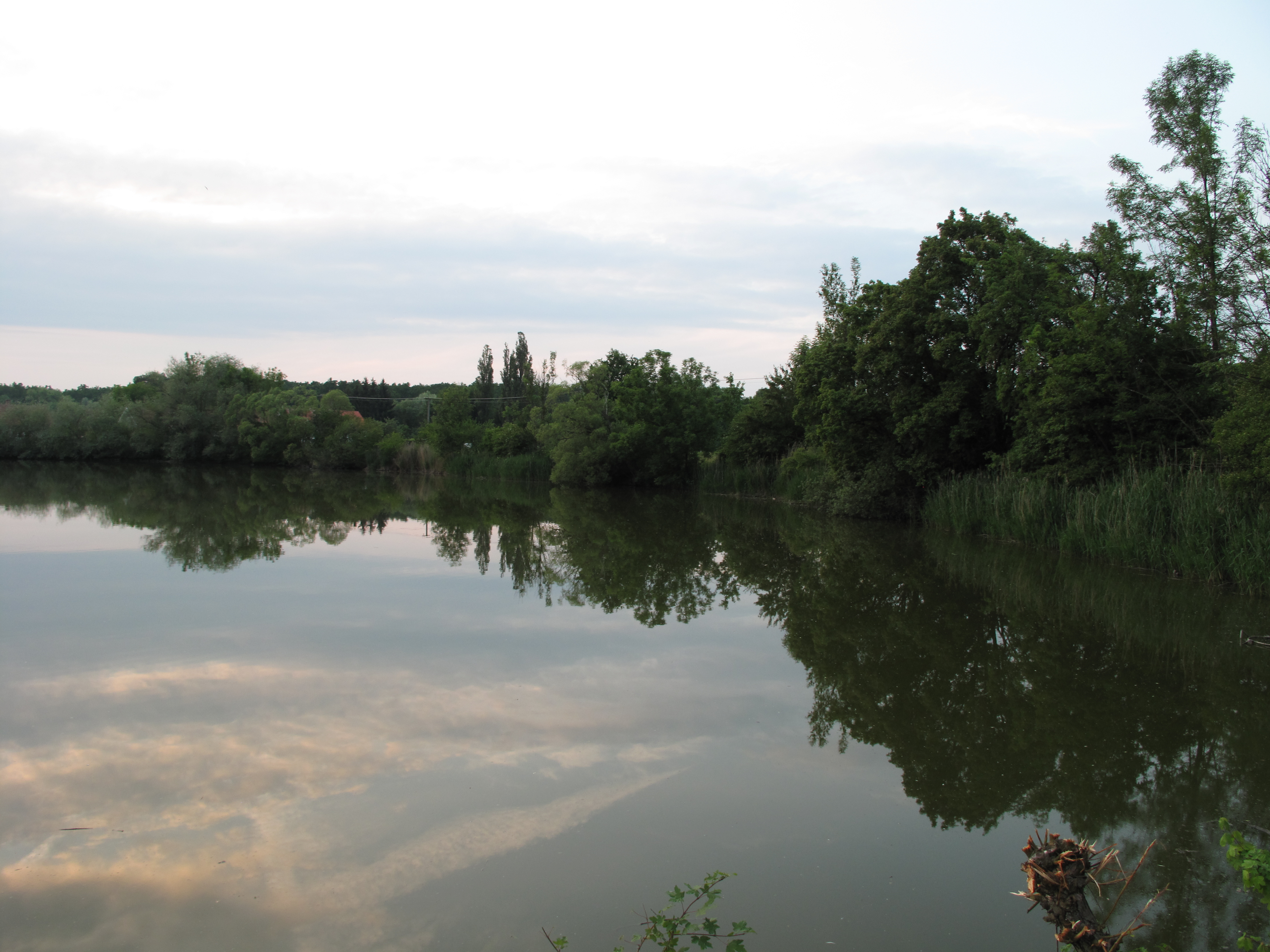
Břeh
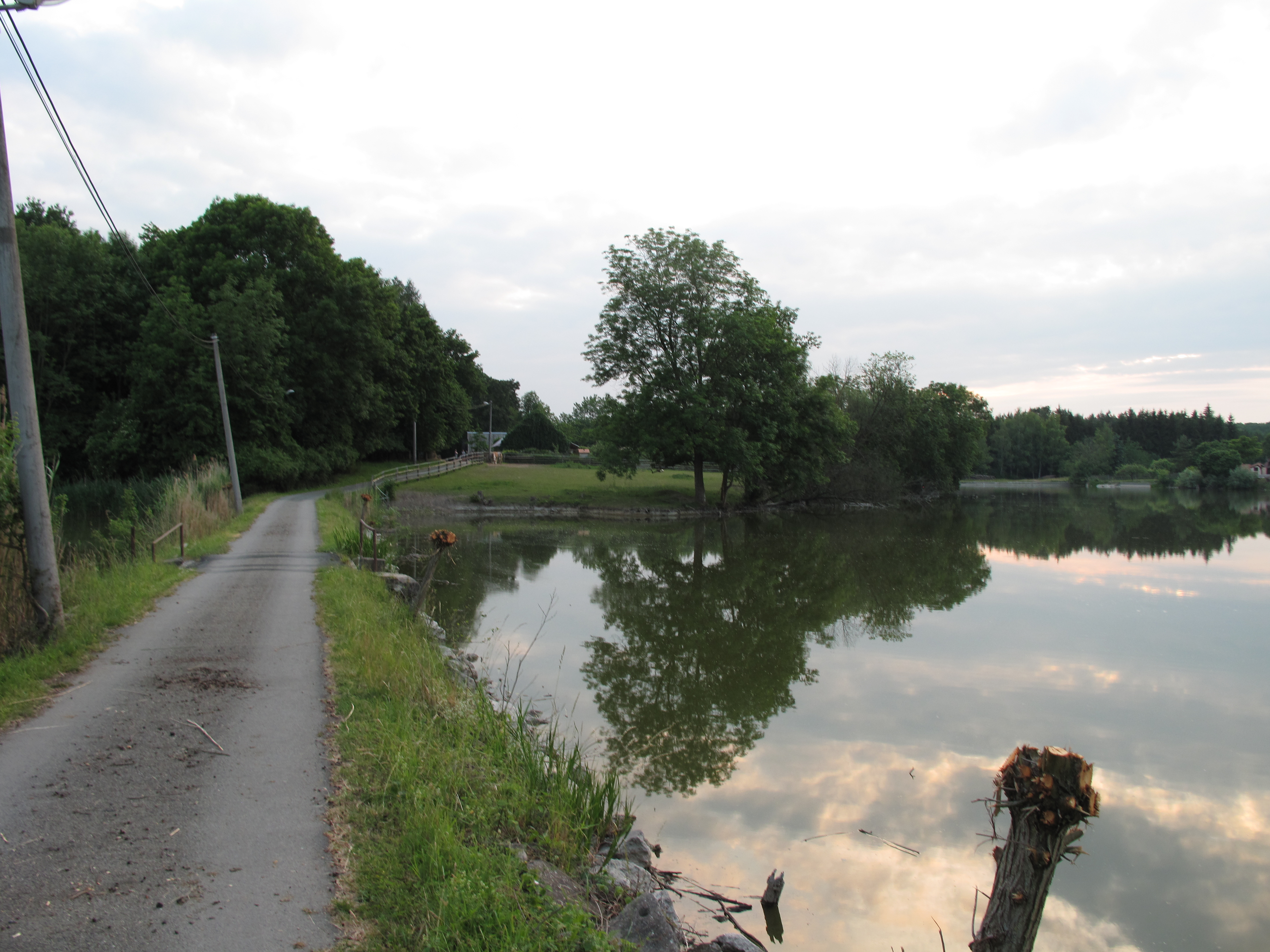
Silnice přes rybník do statku
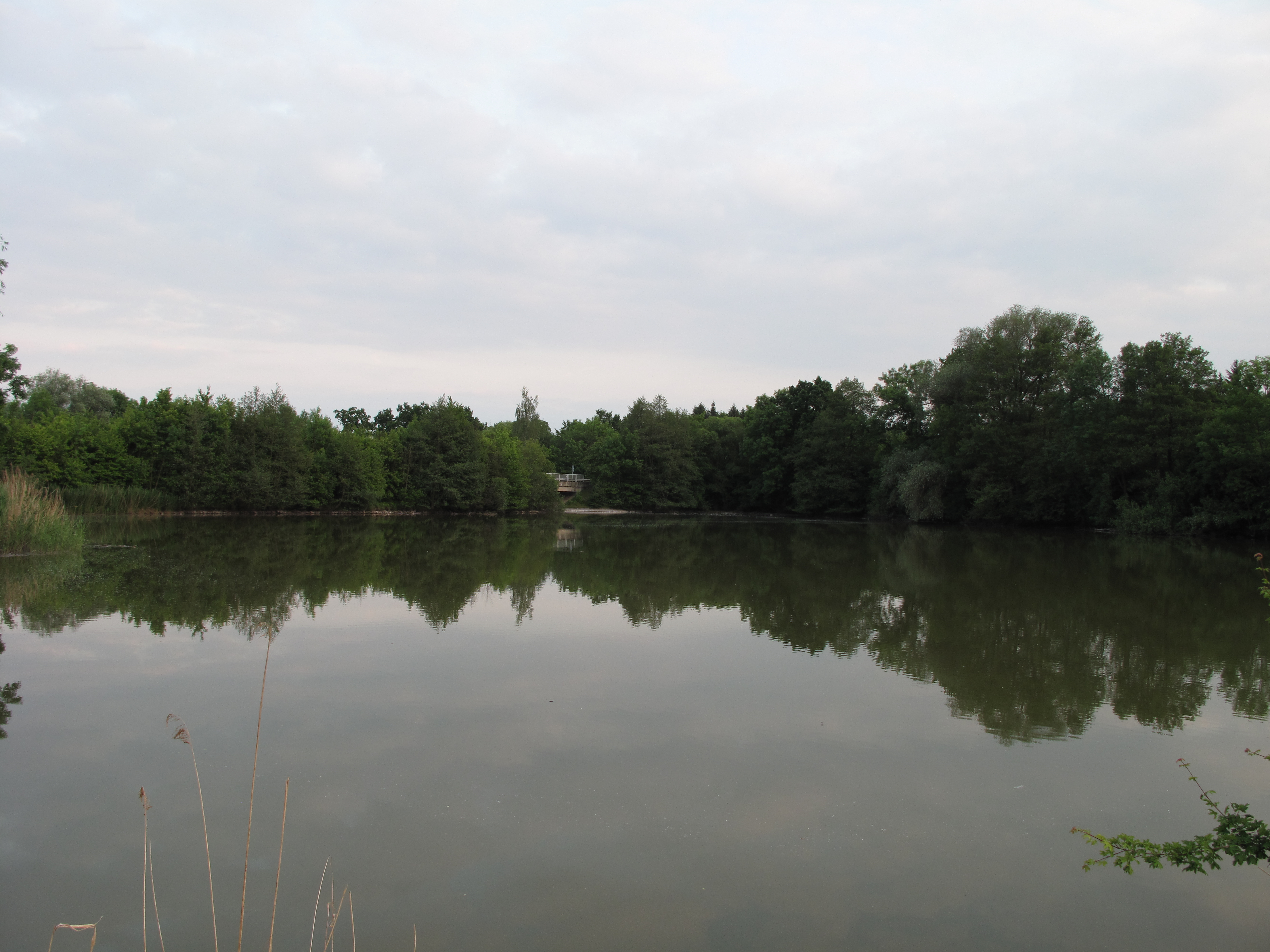
Vodní hladina; v pozadí most silnice I/32
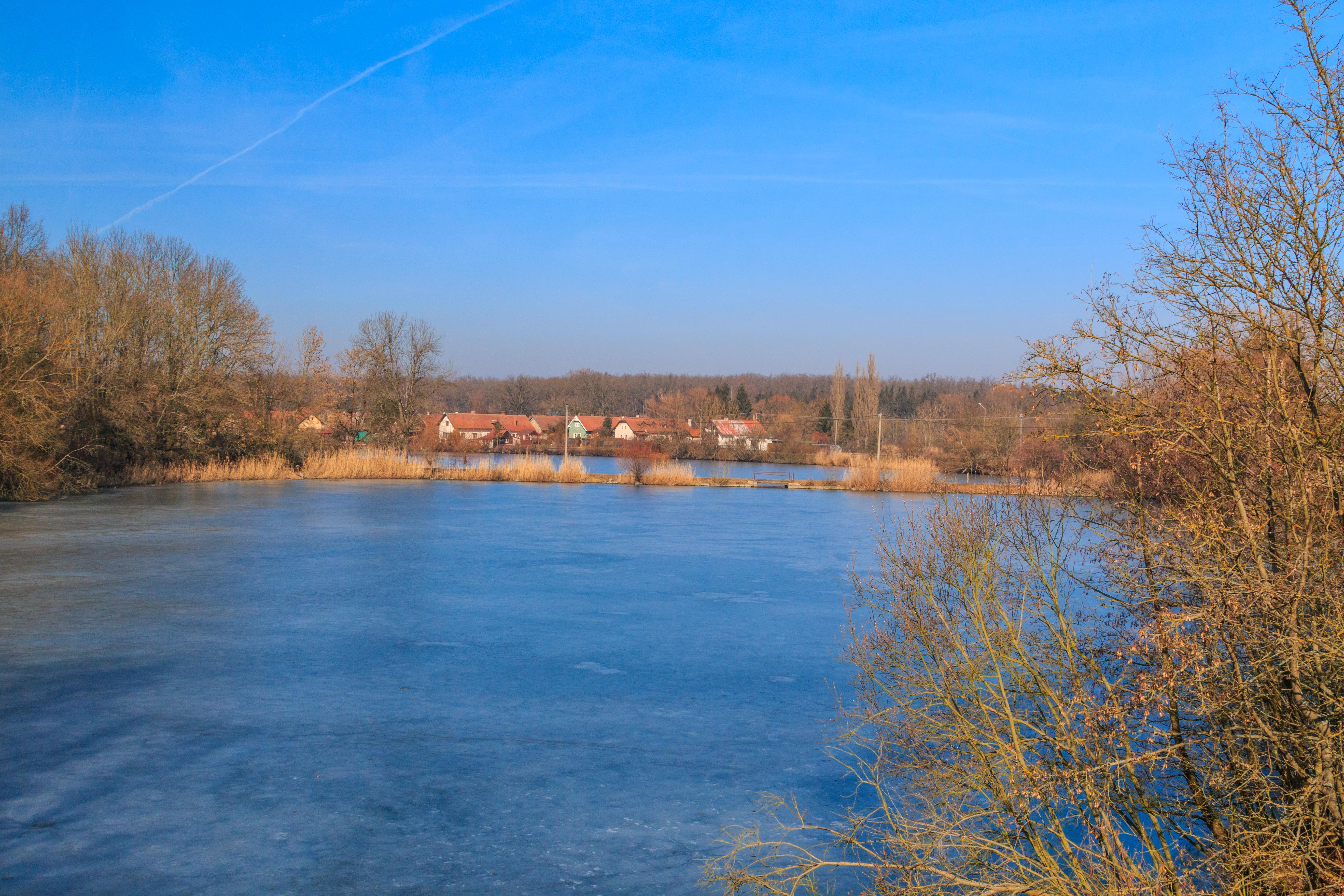
Komorní rybník u Nouzova
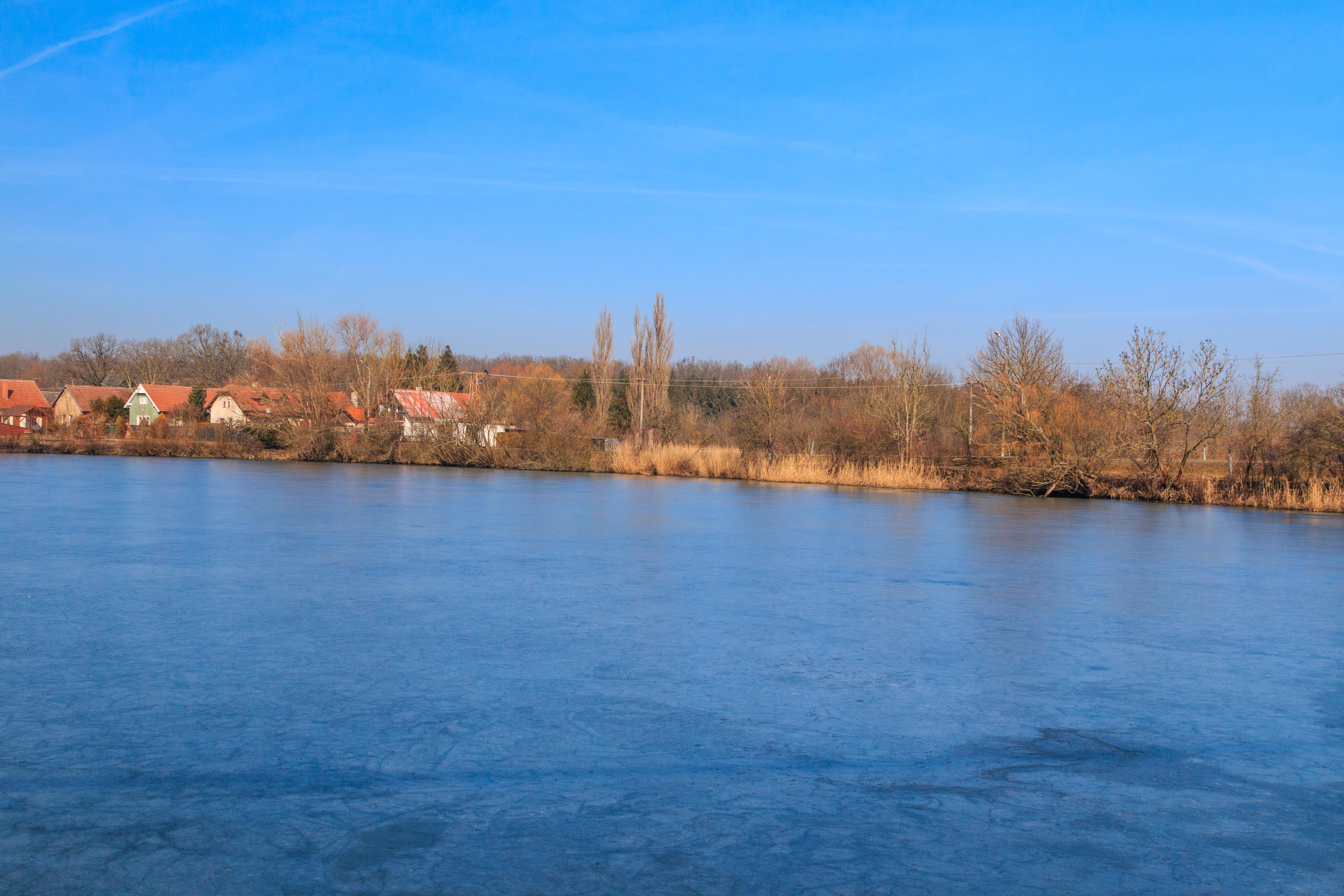
Komorní rybník u Nouzova
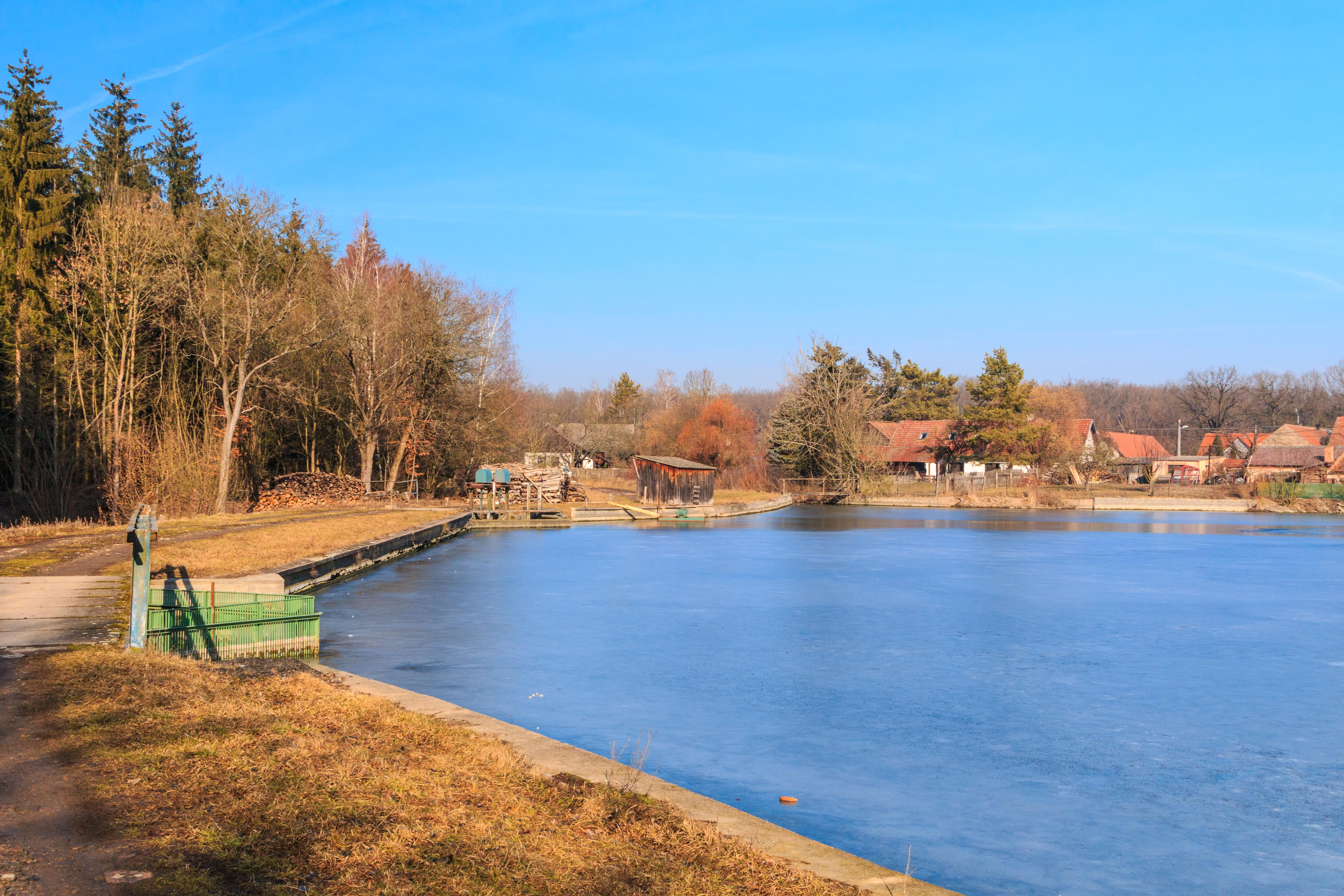
Komorní rybník u Nouzova